# دوبرگی‌ها
دوبرگی‌ها (نام علمی: Diphylleia)، گروهی از گیاهان بزرگ از خانواده زرشکیان است که در سال ۱۸۰۳ به‌عنوان یک سرده توصیف شده است. این گیاه بومی شرق ایالات متحده و شرق آسیا است.
گل اسکلتی، دارای گلبرگ‌های سفید است که با باران نیمه‌شفاف می‌شوند. پس از خشک شدن دوباره به رنگ سفید در می‌آیند.

## گونه‌ها
گونه‌های زیر توسط فلور جهانی آنلاین (World Flora Online) به رسمیت شناخته شده‌اند:
- دوبرگی برگ‌چتری (Diphylleia cymosa Michx) - رشته‌کوه آپالاش جنوبی از جنوب ویرجینیا تا شمال‌غربی جورجیا
- گل اسکلتی (Diphylleia grayi F. Schmidt) - کیپ سویا (Cape Sōya) در شمال ژاپن[۷]
- دوبرگی چینی (Diphylleia sinensis H.L.Li) - چین (گانسو، هوبی، شانشی، سیچوان، یوننان)